# Kchung An-kuo
Kchung An-kuo (čínsky pchin-jinem Kǒng Ānguó, znaky zjednodušené 孔安国, tradiční 孔安國; asi 156 př. n. l. – asi 100 př. n. l.), zdvořilostním jménem C’-kuo (čínsky pchin-jinem Zǐguó, znaky zjednodušené 子国, tradiční 子國 byl čínský filozof a státník chanské doby, představitel školy textů ve starém písmu.

## Život
Kchung An-kuo se narodil asi roku 156 př. n. l., byl Konfuciovým potomkem v 11. generaci. Působil ve vládě císaře Wu.
Při rekonstrukci Konfuciova sídla, nařízené knížetem z Lu, byly ve zdech domu nalezeny řady textů ve „starém písmu“, a sice Kniha dokumentů, Kniha obřadů, Hovory, Siao-ťing. Kchung An-kuo se věnoval studiu nalezených knih a stal se tak významnou osobností školy textů ve starém písmu (wu-wen-ťia). Přes jeho snahu však texty ve starém písmu nebyly uznány za ortodoxní a nevyučovaly se na Vysokém učení (Tchaj-süe). Komentoval kanonické konfuciánské knihy, brojil proti proroctvím (čchen-šu).
Zemřel patrně roku 100 př. n. l., (uváděn je i rok 74 př. n. l.).
Ve 4. století Mej Ce (梅賾) opět předložil verzi Knihy dokumentů ve starém písmu (o 16 kapitol delší než text v novém písmu) s Kchung An-kuovou předmluvou císaři k oficiálnímu uznání a byl úspěšný. Nicméně pozdější – sungští učenci (Ču Si), pochybovali, zda Mejova verze je autentická.